# Crunomys celebensis
Crunomys celebensis is een knaagdier dat voorkomt in het laaglandregenwoud van Midden-Celebes, op 820 tot 1070 m hoogte. Er zijn drie exemplaren bekend, waarvan er twee 's middags werden gevangen, zodat de soort waarschijnlijk overdag actief is.
C. celebensis is groter dan C. fallax en iets kleiner dan C. melanius. Hij heeft een kort en breed hoofd, een gedrongen lichaam, kleine oren, korte poten, smalle achtervoeten en een korte staart. De vacht is zacht. Daarnaast heeft de soort een aantal craniale kenmerken die verschillen van de andere soorten. De voortanden zijn breed en de kiezen relatief klein.
In de beschrijving van Sommeromys werd C. celebensis uitvoerig met die soort vergeleken. Hoewel deze twee soorten op het eerste gezicht niet op elkaar lijken, delen ze een aantal unieke kenmerken. Daarom is er gesuggereerd dat C. celebensis en Sommeromys verwant zijn.
Crunomys celebensis · Noord-Luzonneusrat (Crunomys fallax) · Crunomys melanius · Crunomys suncoides